# 漳污之战
漳汙之战是秦二世三年（前207年）六月間，發生在巨鹿會戰中的結束之戰。

## 戰前情況
由於二世及趙高對章邯的猜忌，使章邯存了投降之意，但章邯向項羽投誠，但項羽未同意。

## 作戰經過
秦二世三年（前207年）六月，楚軍與秦軍相持未進行戰鬥已經有六個月，當項羽得知章邯已有降意，但考慮到其兵力極眾，決意擊破他的部隊，他先派遣蒲將軍日夜急馳，渡過三津渡（今河南省臨漳縣老城西三十里，漳水北岸），陳兵於漳水之南，以斷秦軍退路，此時正好秦軍一部退於此，楚軍將其擊敗，這時章邯的大軍也向南退，項羽引軍向南追擊，在汙水上徹底擊敗秦軍，章邯連敗之下，再次求見項羽，要求投降，此時楚軍糧少，因此同意了秦軍的投降。

## 戰後
投降的秦軍後被楚軍全部殺死。